# سكوت لانغر
سكوت لانغر (بالإنجليزية: Scott Langer)‏ هو مدير فني أمريكي، ولد في 17 مايو 1974 في آيسلب في الولايات المتحدة.